# Liste der Bodendenkmäler in Ahorn (Landkreis Coburg)
Auf dieser Seite sind die Bodendenkmäler in der oberfränkischen Gemeinde Ahorn zusammengestellt. Diese Tabelle ist eine Teilliste der Liste der Bodendenkmäler in Bayern. Grundlage ist die Bayerische Denkmalliste, die auf Basis des Bayerischen Denkmalschutzgesetzes vom 1. Oktober 1973 erstmals erstellt wurde und seither durch das Bayerische Landesamt für Denkmalpflege geführt wird. Die folgenden Angaben ersetzen nicht die rechtsverbindliche Auskunft der Denkmalschutzbehörde.

## Bodendenkmäler der Gemeinde Ahorn

### Bodendenkmäler im Ortsteil Ahorn
| Lage             | Objekt | Akten-Nr.     | Bild           |
| ---------------- | --- | ------------- | -------------- |
| Ahorn (Standort) | Siedlung vor- und frühgeschichtlicher Zeitstellung. | D-4-5731-0079 |                |
| Ahorn (Standort) | Schloss Ahorn Archäologische Befunde des Mittelalters und der frühen Neuzeit, darunter solche von Vorgängerbauten, im Bereich des frühneuzeitlichen Schlosses von Ahorn mit Schlosskirche und ehemalige barocker Gartenanlage. | D-4-5731-1034 | weitere Bilder |
| Ahorn (Standort) | Archäologische Befunde der frühen Neuzeit im Bereich von Schloß Finkenau. | D-4-5731-1040 | weitere Bilder |

### Bodendenkmäler im Ortsteil Schafhof
| Lage                | Objekt | Akten-Nr.     | Bild           |
| ------------------- | --- | ------------- | -------------- |
| Schafhof (Standort) | Schloss Hohenstein (Oberfranken) Archäologische Befunde im Bereich des mittelalterlichen Burgstalls und des spätmittelalterlichen und frühneuzeitlichen Schlosses Hohenstein bei Coburg. | D-4-5731-0030 | weitere Bilder |
| Schafhof (Standort) | Freilandstation des Mesolithikums. | D-4-5731-0031 |                |

### Bodendenkmäler im Ortsteil Schorkendorf
| Lage                    | Objekt                                              | Akten-Nr.     | Bild |
| ----------------------- | --------------------------------------------------- | ------------- | ---- |
| Schorkendorf (Standort) | Freilandstation des Mesolithikums.                  | D-4-5731-0033 |      |
| Schorkendorf (Standort) | Siedlung vor- und frühgeschichtlicher Zeitstellung. | D-4-5731-0080 |      |
| Schorkendorf (Standort) | Siedlung vor- und frühgeschichtlicher Zeitstellung. | D-4-5731-0081 |      |

### Bodendenkmäler im Ortsteil Witzmannsberg
| Lage                     | Objekt | Akten-Nr.     | Bild           |
| ------------------------ | --- | ------------- | -------------- |
| Witzmannsberg (Standort) | Freilandstation des Mesolithikums. | D-4-5731-0032 |                |
| Witzmannsberg (Standort) | Archäologische Befunde des Mittelalters und der frühen Neuzeit, darunter solche von Vorgängerbauten und Körperbestattungen, im Bereich der frühneuzeitlichen Katholischen Filialkirche St. Johannes Baptista von Witzmannsberg. | D-4-5731-1032 | weitere Bilder |